# Rudolf Keller (Dezernent)
Rudolf Keller (* 9. September 1878 in Lövenich (Stadt Erkelenz); † 28. Januar 1960 in Frankfurt am Main) war ein deutscher Verwaltungsbeamter, während der NS-Zeit Kulturdezernent der Stadt Frankfurt und Mitglied verschiedener wichtiger Gremien.

## Leben
Rudolf Keller wurde als Sohn des Lövenicher Pfarrers Ernst Keller (1821–1899)  und dessen Ehefrau Sibilla Agneta Roelen (1834–1903) geboren.
Nach dem Abitur am Gymnasium Gütersloh absolvierte er ein Studium der Geschichte und Germanistik an den Universitäten Heidelberg, Berlin und Bonn, wo er 1902 mit der Dissertation „Die Friedensverhandlungen zwischen Frankreich und dem Kaiser auf dem Regensburger Kurfürstentag 1630“ mit der Note „multa cum laude“  zum Dr. phil. promovierte.
Nach der Staatsprüfung im Jahr darauf wurde ihm die Lehrbefähigung für philosophische Propädeutik, Deutsch und Geschichte (1. Stufe) und Französisch (2. Stufe)  und im Oktober 1904 die Fähigkeit zur Anstellung an höheren Schulen zuerkannt, nachdem er am Gymnasium Bonn ein Seminar-/Probejahr absolviert hatte.
Er leistete vom 1. Oktober 1904 bis zum 30. September 1905 Militärdienst als Einjährig-Freiwilliger beim Infanterie-Regiment Nr. 160 und war anschließend bis Mitte Oktober 1912 als Oberlehrer am Friedrich-Wilhelm-Gymnasium Köln tätig. Mit der Leitung des städtischen Realgymnasiums wurde er am 16. Oktober 1912 beauftragt.
Er musste Kriegsdienst leisten und wurde am 20. November 1918 als Hauptmann der Reserve entlassen.
Während der Zeit der Weimarer Republik betätigte er sich politisch und trat 1918  der Deutschen Demokratischen Partei bei, die sich 1930 mit der Volksnationalen Reichsvereinigung vereinigte und sich von da an Deutsche Staatspartei nannte.
1919 kehrte Keller als Schulleiter zurück und blieb dort – zum Direktor und Oberstudiendirektor ernannt – bis zu seinem Weggang als Oberschulrat im Provinzialschulkollegium in Berlin zum 1. April 1926.
Die Frankfurter Stadtverordnetenversammlung wählte ihm am 4. Oktober 1927 zum hauptamtlichen Stadtrat; zum Jahresbeginn 1928 wurde er Schuldezernent in Frankfurt und ab Mai 1933, als die NS-Machthaber den Kulturdezernenten aus dem Amt vertrieben, erhielt er von ihnen diese wichtige Funktion. Obwohl er kein Parteimitglied war – sein Aufnahmeantrag vom 29. April 1933 wurde abgelehnt – stand er auf dem Boden der nationalsozialistischen Staats- und Weltauffassung und füllte in den meinungsbildenden Arbeitsgebieten Bildung und Kunst als hauptamtlicher Stadtrat in Frankfurt  eine systemstabilisierende Funktion  aus.
NSDAP-Gauleiter Jakob Sprenger forderte wegen der liberalen politischen Haltung Kellers dessen Abberufung, doch dieses Vorhaben scheiterte am Widerstand des Frankfurter Oberbürgermeisters Friedrich Krebs.
Er war mit seinen Tätigkeiten in den NS-Unrechtsstaat involviert und über dessen Verbrechen informiert. Keller wirkte mit an Arisierungen von Immobilien, an der Ausplünderung von jüdischem Kunstbesitz  in Frankfurt, an der Verfolgung jüdischer sowie Sinti- und Roma-Kinder und an der Schließung konfessioneller Schulen.
Am 12. September 1945 wurde er von der Frankfurter Stadtverordnetenversammlung für weitere zwölf Jahre zum Stadtrat gewählt. Wegen der durch die neue hessische Gemeindeordnung neu geschaffenen Altersgrenze bei der Magistratswahl schied er am 25. Juli 1946 mit Wirkung zum 1. August 1946 aus dem Dienst.

## Öffentliche Ämter
- 1949 kommissarischer Leiter der Städelschule
- 7. Juli 1949 bis 28. Januar 1959 Rundfunkrat des Hessischen Rundfunks, dabei 3. März bis 10. Mai 1951 stellvertretender Vorsitzender und vom 11. Mai bis zum 28. Januar 1959 Vorsitzender

## Mitgliedschaften
- Reichsbund der deutschen Beamten
- Deutscher Philologenverband
- 1932–1945 Deputation für Wissenschaft, Kunst und Volksbildung der Stadt Frankfurt
- 1935–1944 Kraft durch Freude (Blockhelfer)
- Kuratorium und Großer Rat der Johann Wolfgang Goethe-Universität Frankfurt am Main
- 1934–1950er Jahre  im Vorstand der Frankfurter Museumsgesellschaft
- 1934–1958 Verwaltungsausschuss des Freien Deutschen Hochstifts
- 1939–1943 Vorstand der Georg und Franziska Speyer´schen Studienstiftung

## Auszeichnungen
- Verdienstkreuz für Kriegshilfe (Kaiserzeit)
- 1932 Goetheplakette der Stadt Frankfurt am Main
- Ehrenkreuz für Kriegsteilnehmer (NS-Zeit)
- Treudienst-Ehrenzeichen 1. Stufe
- 1954 Goetheplakette des Landes Hessen
- 1958  Großes Bundesverdienstkreuz
- 1959 Ehrenbürger und Ehrensenator der Frankfurter Universität
- 1959 Ehrenmitglied der Frankfurter Museums-Gesellschaft